# Gurbantünggüt
Koordinaten: 45° 8′ N, 87° 40′ O
Die Wüste Gurbantünggüt, Gurban Tunggut, Dzoosotoyn-Elisen-Wüste  oder Junggar-Wüste (chinesisch 古尔班通古特沙漠, Pinyin Gǔ’ěrbāntōnggǔtè Shāmò, kasachisch Құрбантұңғыт шөлі Qurbantuñğıt Şöli; uigurisch قۇربانتۈڭغۈت قۇملۇقى Qurbantüngghüt Qumluqi) befindet sich in der Mitte des Junggar-Beckens (Dsungarisches Becken) im Norden Xinjiangs. Sie hat eine Fläche von 48.800 Quadratkilometern und liegt zwischen 300 und 600 Meter über dem Meeresspiegel. Sie ist die zweitgrößte Wüste Chinas. Ihre jährliche Niederschlagsmenge erreicht 70 bis 150 mm. In ihr liegt der Eurasische Pol der Unzugänglichkeit. In den 1950er Jahren wurden am Rand der Wüste in Karamay große Erdölvorkommen entdeckt.